# Wormaldia yavuzi
Wormaldia yavuzi là một loài Trichoptera trong họ Philopotamidae. Chúng phân bố ở miền Cổ bắc.